# Killian Peier
Killian Peier (La Sarraz, 28 de marzo de 1995) es un deportista suizo que compite en salto en esquí.
Ganó una medalla de bronce en el Campeonato Mundial de Esquí Nórdico de 2019, en el trampolín grande individual. Participó en los Juegos Olímpicos de Pekín 2022, ocupando el octavo lugar en la prueba de equipo.

## Palmarés internacional
| Campeonato Mundial | Campeonato Mundial | Campeonato Mundial | Campeonato Mundial |
| Año                | Lugar              | Medalla            | Prueba             |
| ------------------ | ------------------ | ------------------ | ------------------ |
| 2019               | Seefeld (Austria)  | Medalla de bronce  | TG individual      |